# Фэвр, Жан Жозеф Огюстен Эрнест
Жан Жозеф Огюстен Эрнест Фэвр (фр. Jean Joseph Augustin Ernest Faivre; 1827—1879) — французский медик, физиолог и педагог; доктор медицины и доктор естественных наук.

## Биография
Жан Жозеф Огюстен Эрнест Фэвр родился 16 марта 1827 года в бургундском городке Понтайе-сюр-Сон. Изучал юридические науки в Дижоне и Париже и одновременно числился на медицинском факультете. В 1853 году защитил докторскую диссертацию по медицине, а в 1856 году стал и доктором естественных наук. 
По окончании университетского курса Фэвр состоял городским врачом для бедных и в то же время преподавал естественные науки в различных средних учебных заведениях столицы Франции. 
В 1858 году он начал читать лекции по естественным наукам в Лилле и в этом же году приглашен в Лионский университет преподавать ботанику на естественно-историческом факультете; там же он был назначен хранителем городского ботанического сада. 
В 1877 году Жан Жозеф Огюстен Эрнест Фэвр был избран президентом Лионской академии наук. 
Научные работы Фэвра касаются не только физиологии; он писал об изменчивости организмов, причем оспаривал взгляды Чарльза Дарвина относительно теории эволюции, и — о научном значении сочинений Гёте. 
Среди изданных им трудов наиболее известны следующие: «Etudes sur l’histologie comparée du système nerveux chez quelques annélides» (Париж, 1857); «Du cerveau des Dytisques etc.» («Ann. Sc. Nat.», 4, 1857); «Etudes sur le conarium et les plexus chorioides chez l’homme et les animaux» (там же, 1857); «La question des générations spontanées» («Mem. Ac. Lyon», 1860); «Considérations sur la variabilité de l’espèce et sur ses limites dans les conditions actuelles d’existence» (там aie, 1863); «La variabilité de l’espèce et ses limites» (Париж, 1868). 
Кроме того, Фэвр участвовал в издании сборника всех сочинений Бюффона («Oeuvres complètes de Buffon, précédées d’une étude historique etc. par M. Е. Faivre», Париж, 1859); «Oeuvres scientifiques de Goethe» (Париж, 1862).
Жан Жозеф Огюстен Эрнест Фэвр умер 24 июня 1879 года в городе Лионе.